# آندرا بنک
آندرا بنک (انگلیسی: Andhra Bank) شرکت خدمات مالی و بانکداری هندی است، که در سال ۱۹۲۳ توسط بوگاراجو پاتابی سیتارایاما تأسیس شد.